# Veinticinco de Mayo megye (Río Negro)
Veinticinco de Mayo egy megye Argentína középpontjától délre, Río Negro tartományban. Székhelye Maquinchao.

## Népesség
A megye népessége a közelmúltban a következőképpen változott:
| Év   | Lakosság |
| ---- | -------- |
| 2001 | 12 826   |
| 2010 | 15 743   |